# Jacob Alting

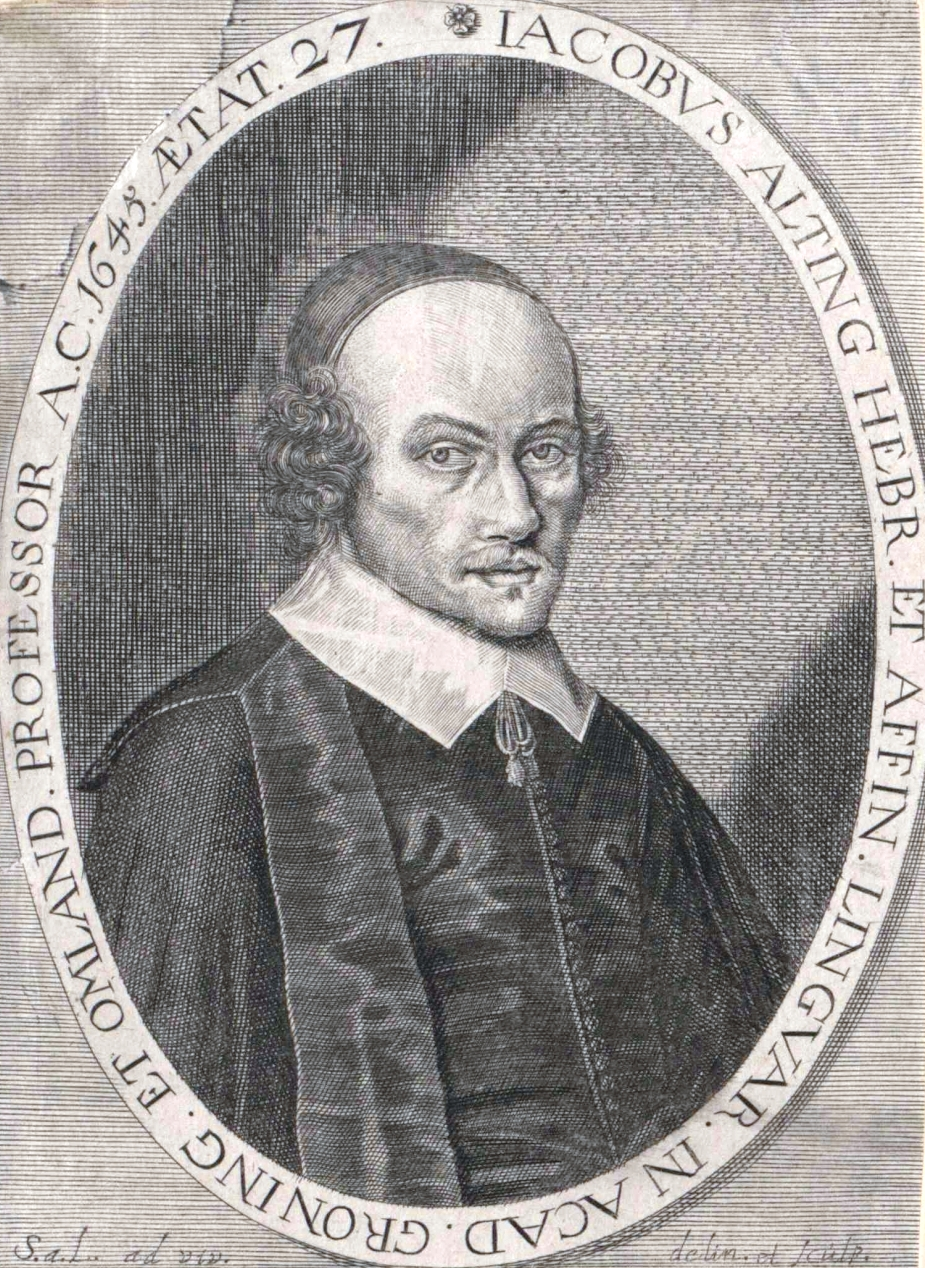
Jacobus Alting, Stich von Steven van Lamsweerde (1645)

Jacob Alting (* 27. September 1618 in Heidelberg; † 20. August 1679) war ein deutscher reformierter Theologe.

## Leben
Jacob Alting war ein Sohn von Johann Heinrich Alting und seiner Frau Suzanna  Belier. Er besuchte Schulen in Emden, Leyden und Groningen. 1631 immatrikulierte er sich an der Reichsuniversität Groningen. Bei einem Rabbiner in Emden lernte er 1638 Hebräisch. Zwei Jahre später ging Alting nach England, wo er von Bischof John Prideaux (1578–1650) zum Prediger ordiniert wurde. 1643 wurde er in Groningen zum Professor der orientalischen Sprachen ernannt, erhielt vier Jahre später auch ein Predigeramt und übernahm 1667 eine theologische Professur.
Alting geriet in theologischen Streit mit Samuel Maresius, wobei Alting von Johannes Coccejus und Jacob Rhenferd verteidigt wurde. Seine Schriften wurden 1685 bis 1687 in fünf Bänden in Amsterdam herausgegeben.